# José Campillo Sainz
José Campillo Sainz (Tlalpan, D.F.; 9 de octubre de 1917 - Ciudad de México, 24 de diciembre de 1998) fue un abogado y político mexicano, miembro del Partido Revolucionario Institucional, que ocupó los cargos de secretario de Industria y Comercio y director general del INFONAVIT en el gobierno de México.
José Campillo Sainz fue abogado egresado de la Universidad Nacional Autónoma de México, posteriormente llevó a cabo un curso de especialización en Italia en tiempos del gobierno de Benito Mussolini. Al regresar se incorporó como catedrático de Derecho Laboral en la Facultad de Derecho de la UNAM, donde permaneció ejerciendo como maestro hasta 1973, fue uno de los más distinguidos maestros de la Facultad de Derecho, miembro de la llamada Generación Medio Siglo.
En 1970 el presidente Luis Echeverría Álvarez lo nombró Subsecretario de Industria y Comercio, y en 1973 pasó a ocupar el cargo de titular de la misma Secretaría hasta 1976. A partir de ese años y durante los siguientes doce, es decir durante los gobiernos de José López Portillo y Miguel de la Madrid fue director general del Instituto del Fondo Nacional para la Vivienda de los Trabajadores (INFONAVIT).

## Obras publicadas
- Prolegómenos de filosofía moral
- Introducción a la ética profesional del abogado